# Калкаска (Мічиган)
Калкаска (англ. Kalkaska) — селище (англ. village) в США, в окрузі Калкаска штату Мічиган. Населення — 2132 особи (2020).

## Географія
Калкаска розташована за координатами 44°43′54″ пн. ш. 85°10′43″ зх. д. / 44.73167° пн. ш. 85.17861° зх. д. (44.731532, -85.178733).  За даними Бюро перепису населення США в 2010 році селище мало площу 8,20 км², з яких 8,07 км² — суходіл та 0,13 км² — водойми.

## Демографія
Згідно з переписом 2010 року, у селищі мешкало 2020 осіб у 871 домогосподарстві у складі 482 родин. Густота населення становила 246 осіб/км².  Було 1015 помешкань (124/км²).
Расовий склад населення:
| - 95,6 % — білих - 1,3 % — корінних американців - 0,6 % — чорних або афроамериканців - 0,6 % — азіатів |

До двох чи більше рас належало 1,7 %. Частка іспаномовних становила 1,8 % від усіх жителів.
За віковим діапазоном населення розподілялося таким чином: 23,4 % — особи молодші 18 років, 59,5 % — особи у віці 18—64 років, 17,1 % — особи у віці 65 років та старші. Медіана віку мешканця становила 37,9 року. На 100 осіб жіночої статі у селищі припадало 88,4 чоловіків;  на 100 жінок у віці від 18 років та старших — 84,8 чоловіків також старших 18 років.
Середній дохід на одне домашнє господарство  становив 35 357 доларів США (медіана — 26 732), а середній дохід на одну сім'ю — 49 853 долари (медіана — 42 297). Медіана доходів становила 33 405 доларів для чоловіків та 27 545 доларів для жінок. За межею бідності перебувало 17,9 % осіб, у тому числі 17,2 % дітей у віці до 18 років та 20,5 % осіб у віці 65 років та старших.
Цивільне працевлаштоване населення становило 880 осіб. Основні галузі зайнятості: освіта, охорона здоров'я та соціальна допомога — 19,3 %, мистецтво, розваги та відпочинок — 14,9 %, роздрібна торгівля — 14,7 %.